# Arvid Kramer
Arvid Kramer, né le 2 octobre 1956, à Fulda, au Minnesota, est un ancien joueur américain de basket-ball. Il évolue au poste de pivot. 